# ري جونغ-هو (سياسي)
ري جونغ-هو هو سياسي كوري شمالي، ولد في 5 أكتوبر 1942 في Tongchon County ‏ في كوريا الشمالية. نشط حزبياً في حزب العمال الكوري. وقد انتخب وزير الخارجية.